# Lago Chasan

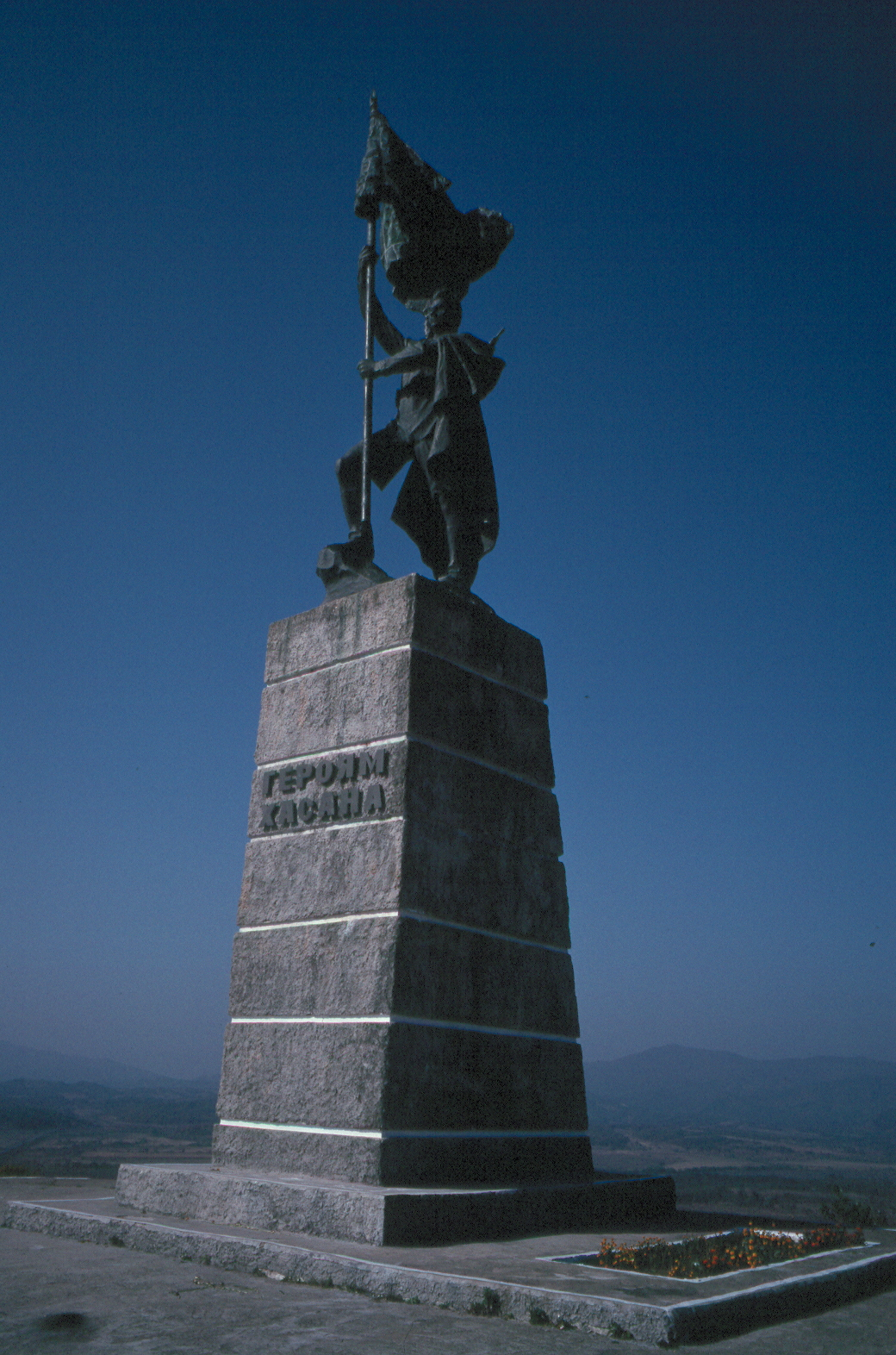
Monumento ai caduti fuori Chasan, sulle scogliere dove ebbe luogo la battaglia del lago Chasan nel 1938

Il lago Chasan (in russo: озеро Хасан) è un piccolo lago nel distretto di Khasansky, nel Territorio del Litorale nell'estremo sud-est della Russia, al confine con la Corea del Nord, 130 km a sud-ovest di Vladivostok. Ha una superficie di 2,23 km2. Dal lago si origina il fiume Tanbogatyi.
Il lago, descritto come "lo stretto angolo in cui i territori di Corea, Manciuria, e la Russia si incontrano", fu luogo della battaglia del Lago Chasan nell'estate del 1938.